# Швейцария на зимних Олимпийских играх 1992
Швейцария на зимних Олимпийских играх 1992 в Альбервиле была представлена 74 атлетами. Сборная завоевала лишь 3 комплекта наград и заняла в общекомандном зачёте 14-е место. Неудачное выступление швейцарцев стало одно из главных неожиданностей Игр. В 1988 году они в одном только горнолыжном спорте завоевали 11 медалей. Через два года на Играх в Лиллехаммере швейцарцы выступили гораздо лучше, чем в Альбервиле, — 9 медалей (3 золота).

## Медалисты

### Золото
| Золото |                          |                          |
| №      | Спортсмены               | Вид спорта (дисциплина)  |
| 1      | Густав Ведер Донат Аклин | Бобслей (мужчины-двойка) |

### Бронза
| Бронза |                                                             |                                         |
| №      | Спортсмены                                                  | Вид спорта (дисциплина)                 |
| 1      | Стив Лошер                                                  | Горнолыжный спорт (комбинация, мужчины) |
| 2      | Густав Ведер Донат Аклин Лоренц Шиндельхольц Курдин Морелль | Бобслей (мужчины-четвёрка)              |

## Состав и результаты олимпийской сборной Швейцарии

### Горнолыжный спорт
Спортсменов — 1
Женщины
| Соревнование | Спортсмены   | Скоростной спуск/ 1 спуск | Слалом/ 2 спуск | Всего | Место |
| ------------ | ------------ | ------------------------- | --------------- | ----- | ----- |
| Слалом       | Анник Бонзон | 49,94                     | DNF             | —     | —     |

### Лыжное двоеборье
Спортсменов — 3
Мужчины
| Соревнование         | Спортсмены                               | Прыжки с трамплина | Прыжки с трамплина | Лыжная гонка | Лыжная гонка | Лыжная гонка | Итоговое место |
| Соревнование         | Спортсмены                               | Результат          | Место              | Гандикап     | Результат    | Место        | Итоговое место |
| -------------------- | ---------------------------------------- | ------------------ | ------------------ | ------------ | ------------ | ------------ | -------------- |
| Индивидуальная гонка | Марко Дзарукки                           | 201,1              | 20                 | +3:02,7      | 47:52,6      | 33           | 29             |
| Командная гонка      | Ипполит Кемпф Марко Дзарукки Андреас Шад | 521,9              | 11                 | +10:16       | 1:22:23,4    | 5            | 10             |